# Stories On Human Rights
Stories On Human Rights  es una película del año 2008.

## Sinopsis
La película está compuesta por 22 cortometrajes de tres minutos cada uno rodados por cineastas del mundo entero con ocasión de los 60 años transcurridos desde la Declaración Universal de los Derechos Humanos. Ilustran los seis temas siguientes: cultura, desarrollo, dignidad y justicia, medioambiente, género, participación. Historias de derechos humanos es una iniciativa del Alto Comisionado de Derechos Humanos de las Naciones Unidas y ha sido producido por ART for The World.